# 9988 Erictemplebell
9988 Erictemplebell este un asteroid din centura principală de asteroizi.

## Descriere
9988 Erictemplebell este un asteroid din centura principală de asteroizi. A fost descoperit pe 9 septembrie 1997 la Prescott de Paul G. Comba. Asteroidul prezintă o orbită caracterizată de o semiaxă mare de 2,90 ua, o excentricitate de 0,02 și o înclinație de 1,9° în raport cu ecliptica.